# Fire Island

Położenie Fire Island

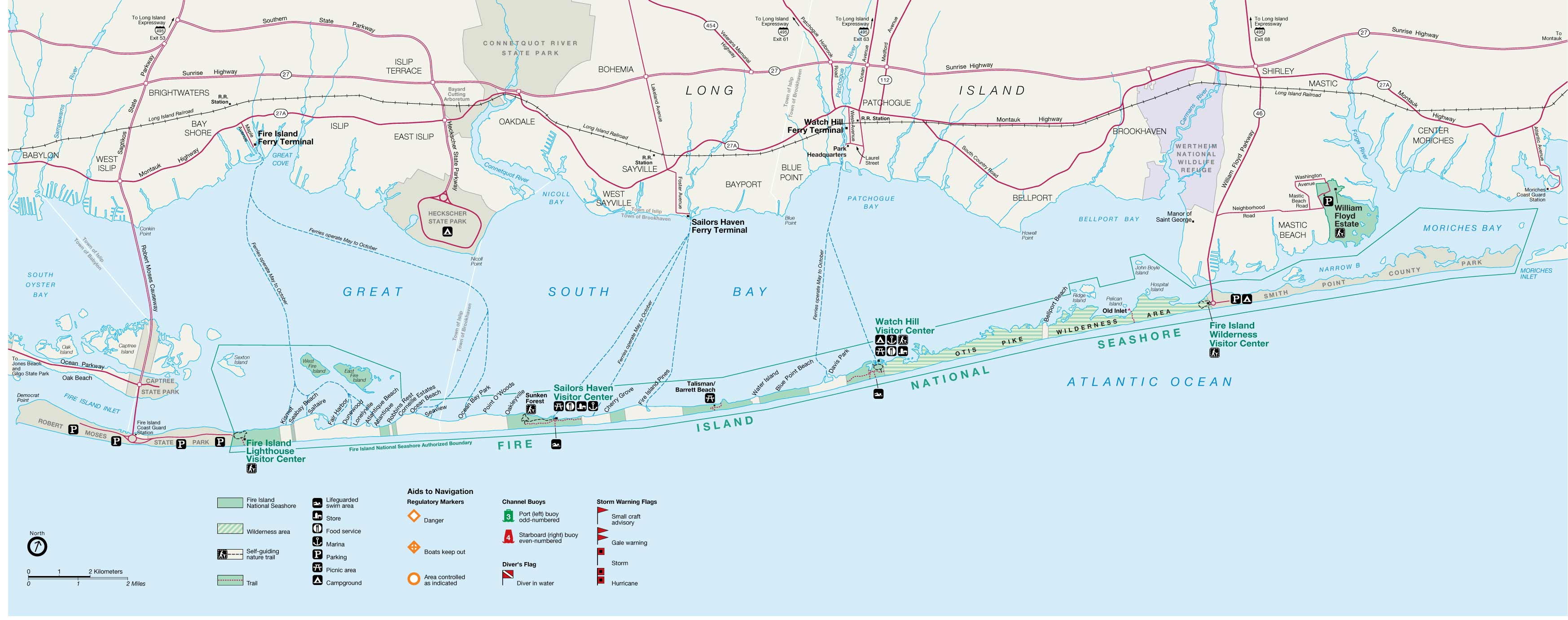
Mapa Fire Island

Fire Island – wyspa barierowa wzdłuż środkowej części południowego brzegu wyspy Long Island, położona przy atlantyckim wybrzeżu USA w pobliżu Nowego Jorku.
Fire Island jest wyspą barierową w ciągu licznych innych wysepek i mierzei wzdłuż południowego brzegu Long Island; jest największą z nich, liczy ok. 50 km długości i od 160 do 400 metrów szerokości. W zachodniej swej części Fire Island oddalona jest niespełna 9 km od Long Island, natomiast na krańcu wschodnim niemal się z nią styka. Liczy około 24,9 km² powierzchni, zatoka oddzielająca ją od Long Island nosi nazwę Great South Bay („Wielka Zatoka Południowa”).
Wyspa na stałe zamieszkana jest przez kilkaset osób (według spisu z 2010 roku w Fire Island CDP przebywało stale 292 mieszkańców) i administracyjnie należy do hrabstwa Suffolk; znana jest z licznych plaż, będących miejscem wypoczynku dla mieszkańców Nowego Jorku i innych miast wschodniego wybrzeża USA.
Fire Island łączą z Long Island dwa mosty i kilka połączeń promowych. Znajduje się tam także latarnia morska – Fire Island Lighthouse. Tylko na części wyspy (na jej krańcu wschodnim i w pobliżu krańca zachodniego) można poruszać się drogami publicznymi; znaczną część wyspy zajmują obszary chronione, wyłączone z ruchu pojazdami motorowymi: Fire Island National Seashore i położony na zachodnim końcu wyspy park stanowy Robert Moses State Park.